# Газовий редуктор

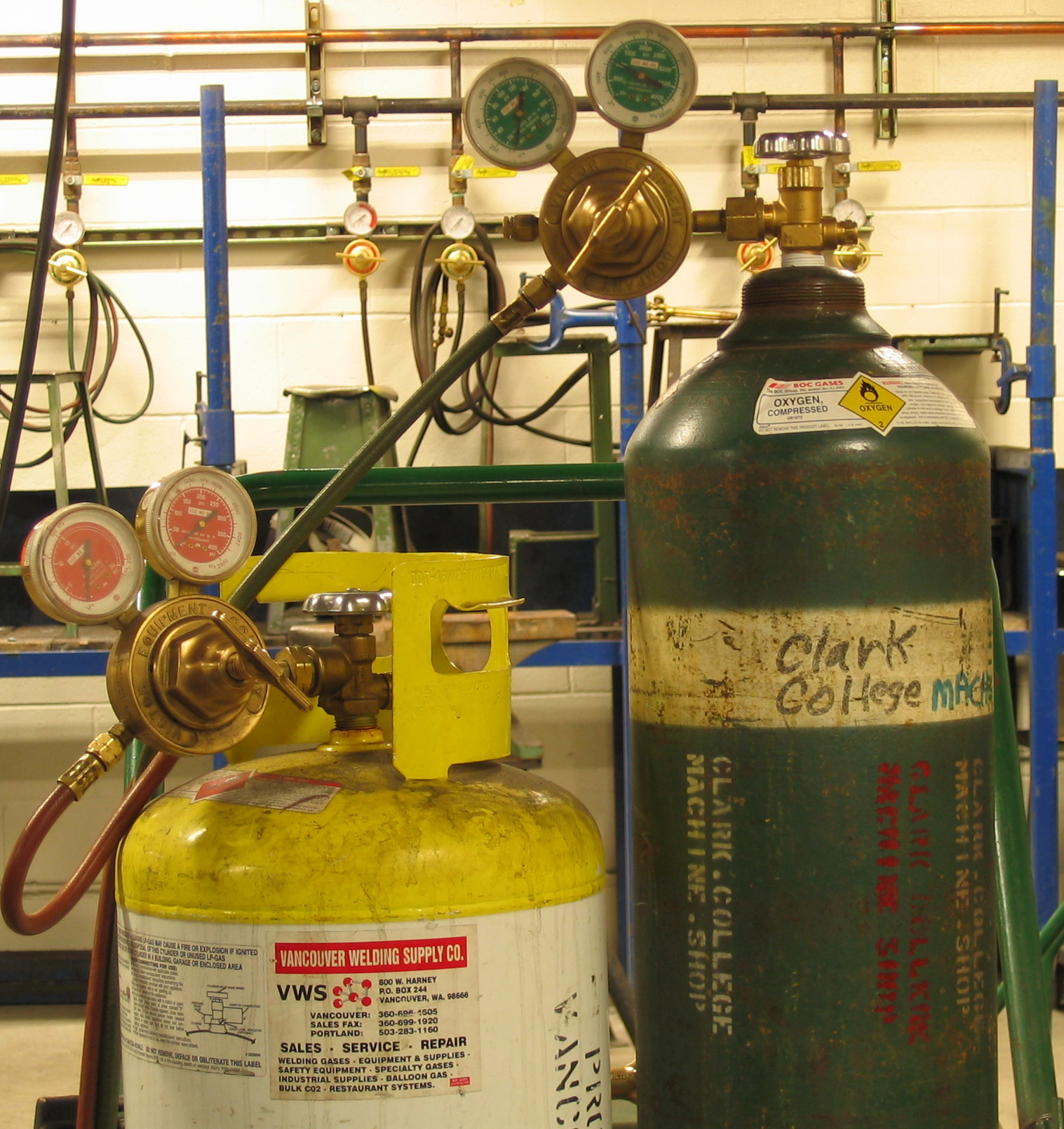
Газові балони з редукторами

Га́зовий реду́ктор — пристрій для зниження тиску газу або газової суміші, що знаходиться в ємності (наприклад у балоні, або газопроводі), до робочого рівня і для автоматичної підтримки цього тиску постійним, незалежно від зміни тиску газу в балоні чи газопроводі.

## ГОСТ та маркування
Редуктори для газополуменевої обробки класифікуються:
- За принципом дії: на редуктори прямої і зворотної дії;

- За призначенням і місцем установки: балонні (Б), рампові (Р), мережеві (С);

- За редукованим газом: ацетиленові (А), водневі (В), кисневі (К) пропан-бутанові (П), метанові (М);

- За кількістю ступенів редукування і способу завдання робочого тиску: одноступінчаті з пружинним завданням тиску (О), двоступеневі з пружинним завданням тиску (Д), одноступінчаті з пневматичним задавачем тиску (З).

Редуктори відрізняються один від одного кольором забарвлення корпусу і приєднувальними пристроями для кріплення їх до балона. Редуктори, за винятком ацетиленових, приєднуються накидними гайками, різьба яких відповідає різьбі штуцера вентиля. Ацетиленові редуктори кріпляться до балонів хомутом з упорним гвинтом.

## Основні параметри
Тиск на вході — як правило, до 250 атмосфер для стислих газів і 25 атмосфер для зріджених і розчинених газів.
Тиск на виході — 1-16 атм., Хоча випускаються і інші модифікації.
Витрата газу — в залежності від типу редуктора і його призначення, коливається від кількох десятків літрів на годину, до декількох сотень м³/год.

## Принцип роботи
Принцип дії редуктора визначається його характеристикою. У редукторів прямої дії — спадна характеристика, тобто робочий тиск у міру витрати газу з балона дещо знижується, у редукторів зворотної дії — зростаюча характеристика, тобто зі зменшенням тиску газу в балоні робочий тиск підвищується.
Редуктори розрізняються за конструкцією, принципом дії. 
У практиці найбільшого поширення набули редуктори зворотної дії як більш зручні і безпечні в експлуатації.

## Типи газових редукторів
- Повітряний редуктор, або регулятор — використовується на промислових підприємствах для зниження тиску повітря і підтримки його постійним у повітряних мережах і комунікаціях, а також в підводному плаванні для зниження тиску дихальної суміші
- Кисневий редуктор — використовується на різного роду підприємствах (особливо багато в машинобудуванні та металургії) для проведення автогенних робіт (газового зварювання, різання і паяння), а також у медицині та підводному плаванні.
- Пропановий редуктор — використовується на різного роду підприємствах (особливо багато в машинобудуванні та металургії) для проведення автогенних робіт (різання, паяння та підігріву) при будівництві (для укладання бітумних покриттів) або в побуті (газові плити). Бувають з постійно заданим робочим тиском (встановлюється на заводі-виробнику) і з можливістю регулювання тиску в діапазоні 0-3 кгс/см².
- Ацетиленовий редуктор — використовується на різного роду підприємствах (особливо багато в комунальних господарствах) для газової зварювання і різання трубопроводів.

У цілому газові редуктори діляться на редуктори для горючих і негорючих газів. Редуктори для горючих газів (метан, водень і т. д.) мають ліву різьбу, щоб запобігти випадкове під'єднання редуктора, який працював з горючими газами, до кисневого балону. Балони з інертними газами (гелій, азот, аргон тощо) мають праву різьбу, як і балони з киснем. Таким чином, для інертних газів можуть використовуватися кисневі редуктори.
Крім того, редуктор може виконувати роль клапана скидання тиску. В англійській мові редуктори такого типу називаються back pressure regulators, на відміну від звичайних pressure regulators. Використання редукторів і клапанів скидання тиску може бути спільним, в цьому випадку редуктор встановлюється на вході в систему і регулює приплив газу, тоді як клапан встановлюється на виході і при необхідності забезпечує скидання надлишкового тиску, що підвищує загальну стабільність системи.